# Round Rock (Arizona)
Round Rock es un lugar designado por el censo ubicado en el condado de Apache en el estado estadounidense de Arizona. En el Censo de 2010 tenía una población de 789 habitantes y una densidad poblacional de 34,53 personas por km².

## Geografía
Round Rock se encuentra ubicado en las coordenadas 36°30′16″N 109°27′42″O / 36.50444, -109.46167. Según la Oficina del Censo de los Estados Unidos, Round Rock tiene una superficie total de 36.78 km², de la cual 36.52 km² corresponden a tierra firme y (0.7%) 0.26 km² es agua.

## Demografía
Según el censo de 2010, había 789 personas residiendo en Round Rock. La densidad de población era de 34,53 hab./km². De los 789 habitantes, Round Rock estaba compuesto por el 0.13% blancos, el 0% eran afroamericanos, el 98.23% eran amerindios, el 0% eran asiáticos, el 0% eran isleños del Pacífico, el 0% eran de otras razas y el 1.65% pertenecían a dos o más razas. Del total de la población el 1.39% eran hispanos o latinos de cualquier raza.